# Battling Mason
Battling Mason er en amerikansk stumfilm fra 1924 af Jack Nelson og William James Craft.

## Medvirkende
- Frank Merrill som Mason
- Eva Novak
- Joseph W. Girard
- Milburn Morante
- William Elmer
- Dick Sutherland